# Robert Sommer (Fechter)
Robert Carl Sommer (* 20. Januar 1887 in Frankfurt am Main; † 31. Dezember 1957 in Bronx, New York) war ein deutscher Erfinder, Flugpionier und deutscher Meister im Fechten. Er war einer der ersten deutschen Piloten und verbesserte den Autoreifen durch die Erfindung eines neuartigen Reifenprofils. Während der Zeit des Nationalsozialismus geriet er in Schwierigkeiten auf Grund seiner jüdischen Ehefrau und seiner als „jüdische Mischlinge“ eingestuften Kinder. Trotzdem unterstützte er viele seiner jüdischen Freunde während dieser Zeit und lebte seit 1944 im Untergrund. 1947 wanderte er in die Vereinigten Staaten aus.

## Leben
Robert Sommer wurde 1887 geboren und war seit 1909 in der Luftfahrtindustrie tätig. Er gilt als einer der frühesten deutschen Piloten und gehörte zu den sogenannten Alten Adlern, den 817 Flugpionieren, die schon vor Ausbruch des Ersten Weltkrieges die Flugzeugführerprüfung bestanden. 1911 baute und erprobte er einen neuartigen Doppeldecker. Auch nach einem Flugzeugabsturz 1912, den er schwer verletzt überlebte, baute er bis zum Ausbruch des Ersten Weltkriegs weitere Flugzeuge und nahm an Flugschauen teil. Im Ersten Weltkrieg war er erst Soldat an der Front, anschließend in der Flugzeuginspektion Berlin-Charlottenburg. 1917 heiratete er Margret Grossmann, die Schwester des jüdischen Publizisten Kurt Grossmann, mit der er einen Sohn und eine Tochter hatte. Nach einer Tätigkeit bei Junkers ging er 1929 in die Autoindustrie und wurde technischer Leiter beim Berliner Taxiunternehmen Kraftag. Dort entwickelte er 1932 eine quer angebrachte Feinprofilierung für Reifen, um Rutschen auf regennasser Straße zu verhindern. Das Verfahren wurde als „Sommerung“ bekannt, war sehr erfolgreich und wurde international verwendet. In dieser Zeit war er auch als Fechter aktiv, gewann eine deutsche Meisterschaft und beteiligte sich 1928 an den Olympischen Spielen in Amsterdam. Des Weiteren war er auch bei Motorsportwettbewerben erfolgreich.
Nach der Machtergreifung der Nationalsozialisten wurde seine Arbeit als Vertreter italienischer Firmen sowie seine Beziehung zum Luftfahrtministerium aufgrund seiner jüdischen Verwandtschaft erheblich gestört. Obwohl die in „privilegierter Mischehe“ lebende jüdische Ehefrau und die Kinder noch nicht die volle Härte des NS-Regimes spüren mussten, versuchte Sommer eine Ausreisemöglichkeit für seine Familie zu finden. Durch Vermittlung seines Onkels Kurt Grossmann sollte dem als „Halbjude“ klassifizierten Sohn Robert Junior die Ausreise mittels eines Universitätsstipendiums in Baltimore ermöglicht werden. Aufgrund verschiedener Schwierigkeiten, vor allem weil die nötigen 1000 Dollar für die Visaerteilung nicht aufgebracht werden konnten, scheiterte dieser Versuch jedoch.
Trotz der immer schwieriger werdenden familiären Verhältnisse in Deutschland konnte Sommer noch immer an Sportveranstaltungen teilnehmen. Kurz nach dem Anschluss Österreichs fuhr er bei der Ostmärkischen Voralpenfahrt. 1939 beteiligte er sich zusammen mit seinem Sohn an der Rallye Monte Carlo und besuchte anschließend in Paris die Familie Grossmann. Zweck dieser Reise war auch, die Regeln für Grenzübertritte bei Motorsportveranstaltungen zu testen. Um zu emigrieren, plante er, Deutschland für ein Autorennen zu verlassen und anschließend nicht mehr zurückzukehren. Auf diese Weise hätten auch zwei wertvolle Sportwagen (ein Stoewer Sport und ein Lancia) ins Ausland mitgenommen werden können, was die strengen Vorschriften zur Mitnahme von persönlichem Eigentum bei Ausreise zumindest teilweise umgangen hätte. Der Ausbruch des Zweiten Weltkrieges verhinderte das Vorhaben schließlich. Ab 1944 war die Familie gezwungen, im Untergrund zu leben, über die näheren Lebensumstände bis zum Ende des Krieges ist nichts bekannt. Nach dem Krieg beschloss Sommer, Deutschland zu verlassen. Die Genehmigung zur Einreise in die USA wurde 1947 erteilt, anschließend reiste er mit seiner Familie aus Deutschland aus.
Laut Kurt Grossmann habe Sommer während der Zeit des Nationalsozialismus trotz der Schwierigkeiten wegen seiner „jüdischen Versippung“ „nicht gekuscht“, sondern jüdische Freunde versteckt. Er habe damit nicht nur seiner Familie, sondern vielen seiner jüdischen Mitbürger geholfen. 1957 feierte er seinen 70. Geburtstag in New York, Ende desselben Jahres starb er.

## Sportliche Erfolge
Sommer war Fechter beim Berliner FC. Seit 1921 war er mehrmals in allen drei Disziplinen in den Finalrunden der Deutschen Meisterschaften vertreten. Im Jahr 1928 wurde er Dritter mit dem Degen, sein größter Erfolg war aber ein Sieg bei den deutschen Meisterschaften im Florettfechten im Jahr 1929.
Auf internationaler Ebene nahm Sommer im Jahr 1929 an einem Länderkampf gegen Ungarn teil, der mit 9:7 gewonnen werden konnte. Mit ihm in der Mannschaft waren Erwin Casmir, Jaromir Bergan und Harnvig. Sommer konnte 2 seiner vier Gefechte gewinnen. 1928 vertrat er Deutschland bei den Olympischen Sommerspielen in Amsterdam. Er war Schiedsrichter und zusätzlich für die Säbelmannschaft gemeldet, die am Ende den vierten Platz errang. Allerdings bestritten Erwin Casimir, Heinrich Moos, Hans Halberstadt und Hans Thomson alle Gefechte. Sommer und der ebenfalls gemeldete Otto Weidlich kamen nicht zum Einsatz.
Neben dem Fechtsport nahm Sommer auch an zahlreichen Motorsportveranstaltungen wie der Rallye Monte Carlo teil.